# Гомес, Максимо
Ма́ксимо Го́мес-и-Ба́эс (исп. Máximo Gómez y Báez; 1836 — 1905) — один из руководителей национально-освободительной борьбы кубинского народа.

## Биография
Родился в городе Бани провинции Перавия, Гаити (ныне — Доминиканская Республика).
Проходил подготовку в качестве офицера Испанской армии в Сарагосской военной академии. Участвовал на стороне Испании в чине полковника в войне против Доминиканской республики (1861—1865 гг.) (исп. Guerra de la Restauración). После того как испанцы потерпели поражение и по приказу королевы Изабеллы II покинули Доминиканскую республику в 1865 году, многие сторонники аннексии острова Испанией также покинули его. Максимо Гомес вместе со своей семьей переехал на Кубу и вышел в отставку.
После низвержения в Испании в сентябре 1868 года королевы Изабеллы II на Кубе вспыхнуло восстание. Максимо Гомес вступил в повстанческую армию и вскоре стал генералом, привнеся с собой свой опыт в тактике и стратегии. В частности он обучил восставших тактике боя мачете. Одержал ряд крупных побед над испанцами при Пало-Секо (1873), при Наранхо (1874), при Лас-Гуасимас (1874) и др. По окончании Десятилетней войны (1868—1878) эмигрировал.
14 апреля 1895 года вместе с другими соратниками Хосе Марти высадился на Кубе в провинции Орьенте и возглавил Освободительную армию в качестве главнокомандующего. Хотя стычки с испанскими войсками были по большей части неудачными для повстанцев и в одной из них погиб главный организатор восстания Хосе Марти, но тем не менее восстание широко распространилось, а число восставших к маю достигло 6 000 человек и испанцы вынуждены были переправлять на подавление восстания подкрепление за подкреплением.
Восстание было близко к поражению, но 25 апреля 1898 года США объявили войну Испании и вскоре выбили испанцев с Филиппин и Кубы. После испано-американской войны и оккупации Кубы армией США в январе 1899 года Максимо Гомес согласился на роспуск Освободительной армии и удалился на свою виллу недалеко от Гаваны. В 1901 году он отказался от предложения выставить свою кандидатуру на президентский пост, хотя ожидалось, что он победит на выборах, не встречая сопротивления. Для увековечивания его памяти перед входом в гавань Гаваны установлен памятник (Monumento al General Máximo Gómez).